# 中村八幡神社 (神戸市)
中村八幡神社（なかむらやはたじんじゃ）とは、神戸市中央区日暮通に鎮座している神社である。主祭神は、応神天皇である。

## 神域
- 神戸市中央区東雲通2丁目 - 6丁目、八雲通2丁目 - 6丁目、日暮通2丁目 - 6丁目、吾妻通1丁目 - 3丁目

## 祭事
- 1月10日 : 蛭子祭
- 1月15日 : どんと焼き
- 1月19日 : 厄除祭
- 4月15日 : 春祭
- 10月21日 : 秋祭

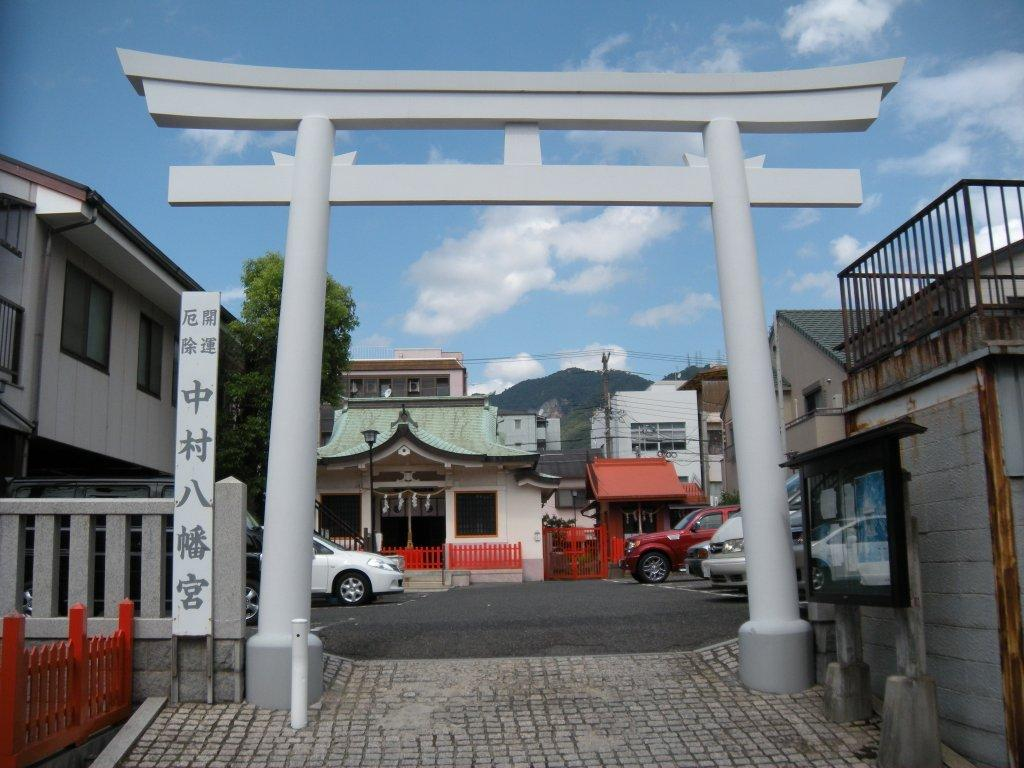
鳥居
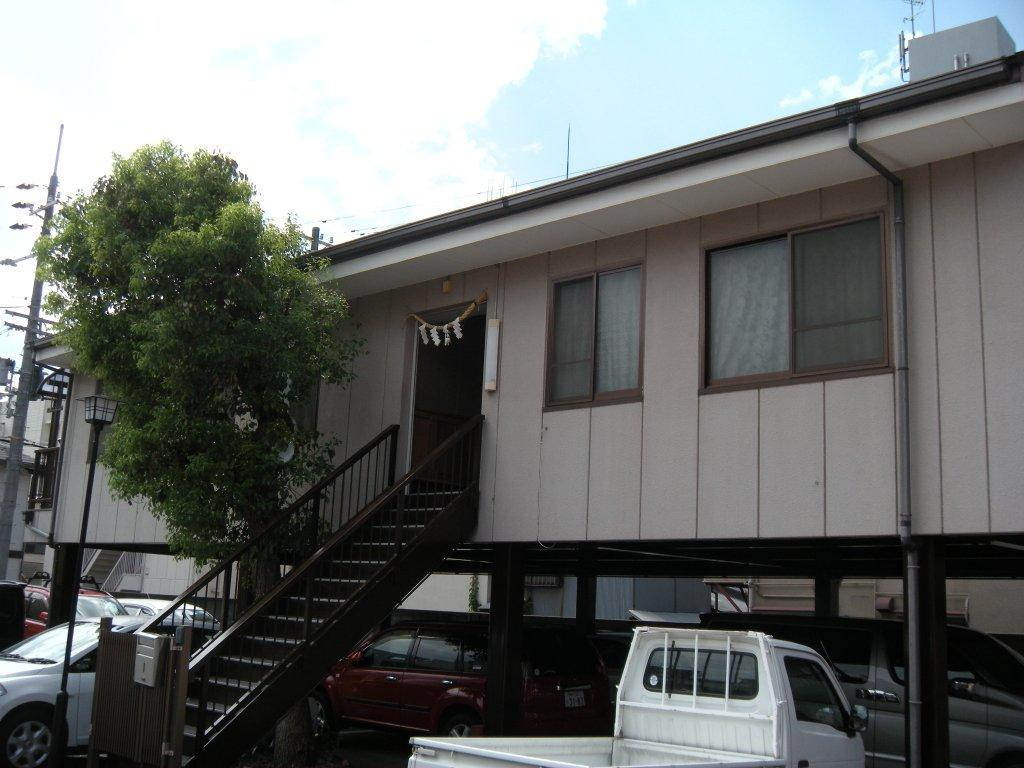
社務所
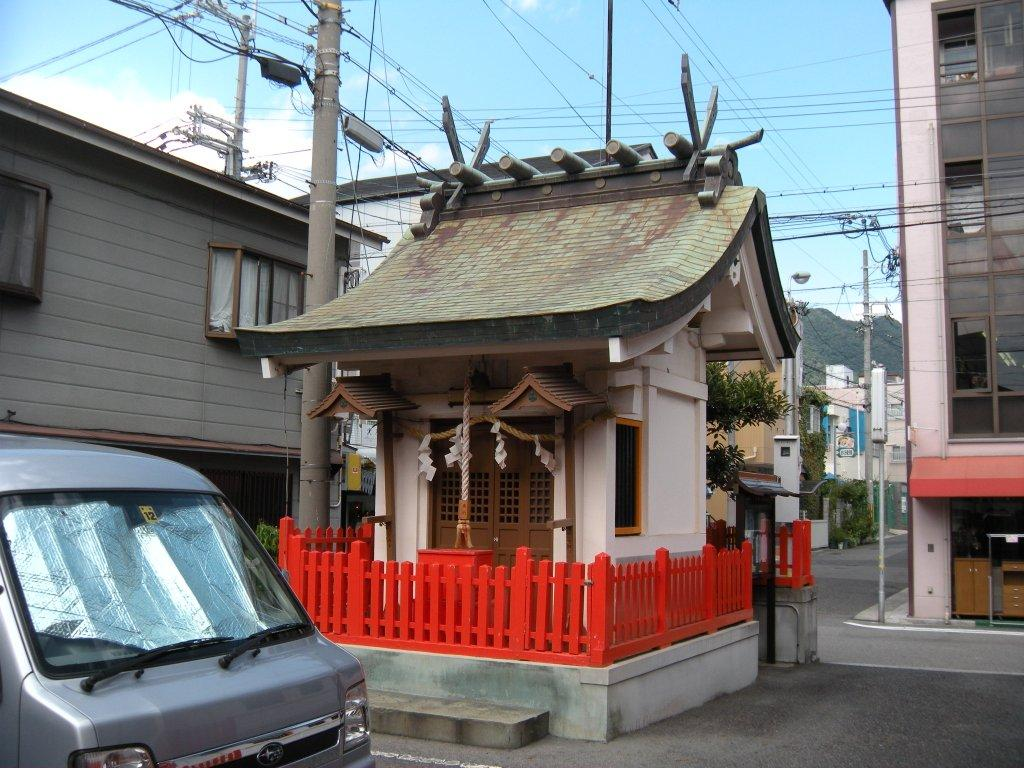
境内社の蛭子神社
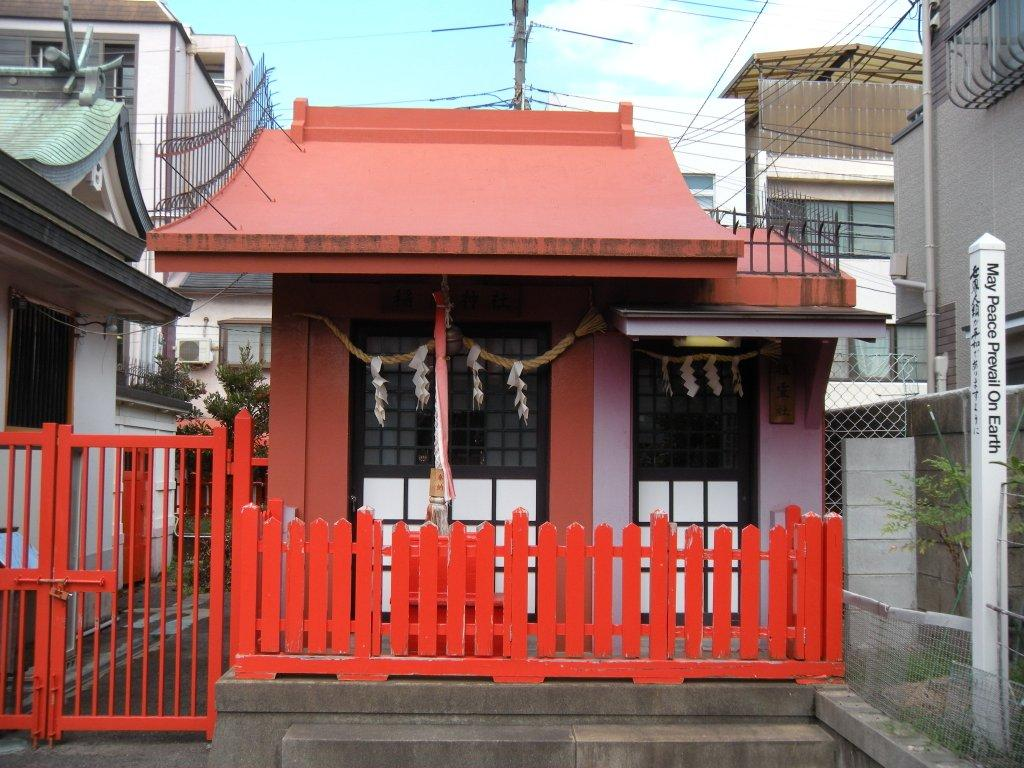
境内社の稲荷神社・祖霊社